# Normal (película de 2007)
Normal es una película de drama canadiense sobre un grupo de personas desconocidas que se reúnen en la estela de un mortal accidente. La película fue dirigida por Carl Bessai, y las protagonizada Carrie-Anne Moss, Kevin Zegers, Callum Keith Rennie y Andrew Airlie.

## Reparto
| Actor               | Personaje                 |
| ------------------- | ------------------------- |
| Carrie-Anne Moss    | Catherine                 |
| Kevin Zegers        | Jordie                    |
| Callum Keith Rennie | Walt Braugher             |
| Andrew Airlie       | Dale                      |
| Tygh Runyan         | Dennis Braugher           |
| Camille Sullivan    | Elise                     |
| Lauren Lee Smith    | Sherri Banks              |
| Michael Riley       | Carl                      |
| Brittney Irvin      | Melissa                   |
| Allison Hossack     | Abby                      |
| Cameron Bright      | Brady                     |
| Tara Frederick      | Sylvie Farber             |
| Benjamin Ratner     | Tim                       |
| Zak Santiago        | Bob, el trabajador social |
| Hrothgar Mathews    | Jerry                     |

## Premios y nominaciones
Rennie ganó el Premio Genie de Best Supporting Actor en 29th Genie Awards. La película también fue nominada para Best Picture, pero perdió ante Passchendaele.

## Recepción
La película recibió un lanzamiento limitado y actualmente cuenta con una calificación de 0% en Rotten Tomatoes, basado en seis revisiones.